# مخزن سد کاسان-سای
مخزن سد کاسان-سای (به لاتین: Kasan-Sai Reservoir) یک مخزن سد در قرقیزستان است که در استان جلال‌آباد واقع شده‌است.